# Jadeveon Clowney
Jadeveon Clowney (Rock Hill, 14 febbraio 1993) è un giocatore di football americano statunitense che milita nel ruolo di defensive end per i Carolina Panthers della National Football League (NFL). Fu scelto come primo assoluto nel Draft NFL 2014 dagli Houston Texans. Al college giocò a football a South Carolina.
Premiato unanimemente come All-American dopo la sua seconda stagione 2012, Clowney stabilì i record di South Carolina per sack (13,0) e tackle for a loss (23,5) in una stagione, venendo premiato come difensore dell'anno della Southeastern Conference.

## Carriera universitaria

### 2011
Nella sua prima stagione a South Carolina, Clowney disputò tutte le 12 partite della stagione. Partì come titolare nella prima gara della stagione contro East Carolina. Nel suo debutto mise a segno 7 tackle e un passaggio deviato. Una settimana dopo contro Georgia, Clowney mise a segno il suo primo sack sul quarterback Aaron Murray per una perdita di 7 yard, forzando un fumble, ritornato in touchdown dal compagno Melvin Ingram. Contro Vanderbilt, Clowney forzò due fumble, incluso un altro recuperato da Ingram e ritornato ancora in touchdown. A metà ottobre contro Mississippi State, mise a segno un sack e due fumble forzati. Nella vittoria di South Carolina per 30–13 su Nebraska nel Capital One Bowl, Clowney mise a segno quattro tackle e 2 sack sul quarterback Taylor Martinez.
Nella sua prima stagione, Clowney terminò con 36 tackle, 12 dodici dei quali con una perdita di yard per la squadra avversaria. Concluse ottava nella SEC con 8,0 sack, l'unico giocatore al primo anno tra i primi dieci, e forzò cinque fumble. Fu premiato come Freshman dell'anno della SEC, inserito nella seconda formazione ideale della conference e nella prima formazione ideale All-American da diverse pubblicazioni, incluse The Sporting News, FWAA, Rivals.com e CBSSports.com.

### 2012

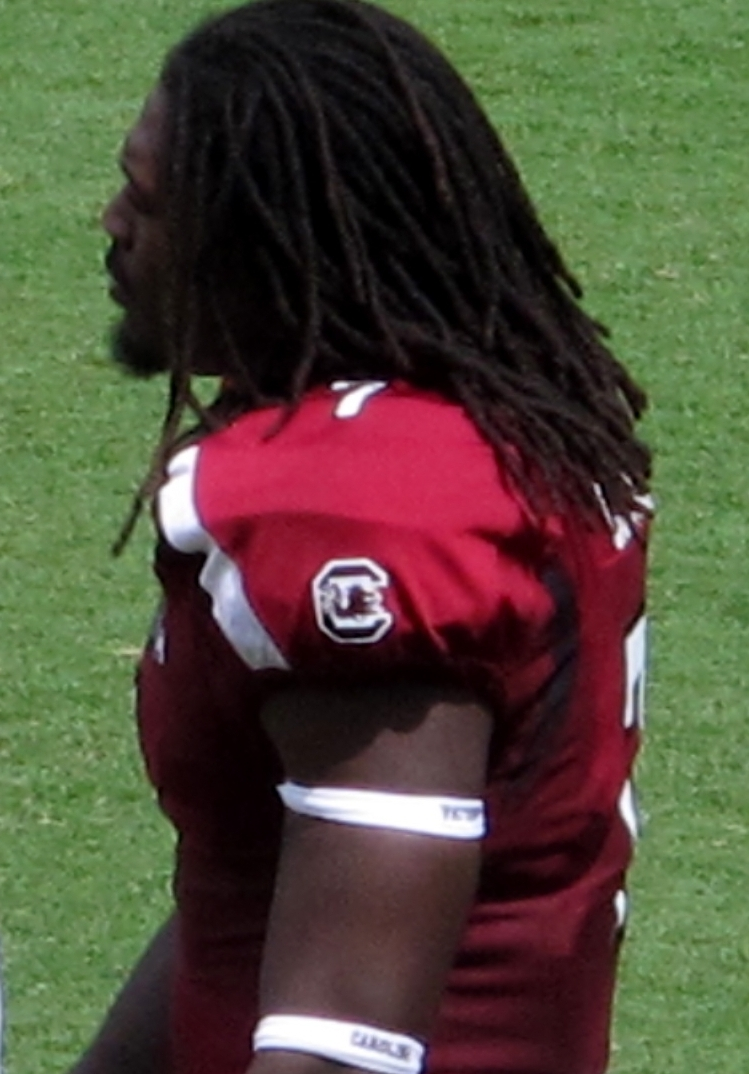
Clowney con South Carolina nel 2012

Clowney contribuì a far terminare South Carolina con un record di 11–2 (6–2 nella SEC), 10-2 nella stagione regolare, conclusa con la vittoria 27-17 sui rivali di Clemson nell'ultima gara della stagione. Clowney mise a referto 4,5 sack su Tajh Boyd, coi Gamecocks che vinsero almeno dieci gare per la seconda stagione consecutiva. Nell'Outback Bowl, il 1º gennaio 2013, guidò i Gamecocks alla vittoria 33–28 sui Michigan Wolverines. Guadagnò immediata notorietà grazie a un colpo sul running back di Michigan Vincent Smith a 8 minuti dal termine del quarto periodo, dopo una controversa chiamata arbitrale a favore di Michigan. Quel colpo forzò un fumble che Clowney stesso recuperò, dando origine a un touchdown nella giocata successiva. Il 17 gennaio 2013, a Clowney fu assegnato il premio per la giocata dell'anno per quell'azione ai ESPY Awards. La sua stagione si concluse al terzo posto nella nazione per numero di sack. Totalizzò 54 tackle (40 solitari), 23,5 tackle for loss, 13,0 sacks e 3 fumble forzati. Stabilì i record dell'istituto per sack e tackles for loss in una singola annata. Oltre ad essere premiato unanimemente come All-American, vinse il Ted Hendricks Award, assegnato al miglior defensive end della nazione. Inoltre fu finalista al Chuck Bednarik Award, al Bronko Nagurski Trophy, al Lombardi Award e giunse sesto nelle votazioni dell'Heisman Trophy. A fine stagione fu votato come AT&T All-America Player of the Year dai tifosi il 7 gennaio.

### 2013
Dopo essere stato uno dei giocatori più chiacchierati prima dell'inizio della stagione a causa della sua notevole annata precedente, Clowney iniziò la terza stagione nel college football come uno dei favoriti per la vittoria dell'Heisman Trophy. Nella prima gara della stagione contro North Carolina, indebolito da una gastroenterite, apparve “stanco” e mise a segno soli tre tackle. Dopo una partenza di stagione lenta, rallentato anche da infortuni minori, le possibilità di Clowney di vincere l'Heisman iniziarono a svanire. La sua decisione di scendere in campo nella gara contro Kentucky a causa di uno strappo a un muscolo vicino a una costola gli fece attirare le critiche dei media. In una pubblicizzata rivincita contro l'offensive tackle di Tennessee Antonio Richardson, Clowney fece registrare un massimo stagionale di cinque tackle, inclusi quattro solitari, in una prestazione giudicata di alto profilo. In seguito perse un'altra partita, contro Coastal Carolina, a causa di un problema al piede, il 23 novembre.
Dopo la vittoria di South Carolina per 34–24 su Wisconsin nel Capital One Bowl, in cui Clowney mise a segno 5 tackle di cui uno con perdita di yard da parte degli avversari, annunciò la sua intenzione di saltare il suo anno da senior.
Clowney terminò la sua terza e ultima annata al college con 35 tackle, 10,5 dei quali con perdita di yard, e tre sack, considerevolmente meno dell'anno precedente. Ad ogni modo fu inserito nella formazione ideale della Southeastern Conference (SEC). Dopo essere stato premiato unanimemente come All-American nel 2012, Clowney fu inserito nella squadra All-America 2013 solo dalla American Football Coaches Association. Mesi dopo emerse tuttavia che Clowney aveva giocato la sua intera ultima annata afflitto da un'ernia.
Premi e riconoscimenti
- All-American - 2012
- Ted Hendricks Award - 2012

## Carriera professionistica

### Houston Texans
Descritto da ESPN come "uno dei rari difensori che possono cambiare una partita", Clowney era pronosticato per essere una delle prime tre scelte del Draft 2014. Dopo la sua seconda annata nel football universitario, salì potenzialmente fino alla prima scelta assoluta. Il 1º gennaio 2014 annunciò la sua intenzione di saltare l'ultimo anno di college rendendosi eleggibile per il Draft. L'8 maggio 2014 fu scelto come primo assoluto dagli Houston Texans, il primo difensore ad essere scelto con la prima chiamata dai tempi di Mario Williams nel 2006, anch'egli da parte dei Texans. Il 6 giugno firmò un contratto quadriennale del valore di 22,272 milioni di dollari, inclusi 14,158 milioni di bonus alla firma.

#### Stagione 2014
Clowney debuttò partendo come titolare nella vittoria della settimana 1 contro i Washington Redskins mettendo a segno un tackle for loss ma venendo costretto ad uscire anzitempo a causa di un infortunio al ginocchio subito nel primo tempo. Gli esami medici evidenziarono una rottura del menisco, costringendo il difensore a uno stop previsto dalle 4 alle 6 settimane. Fece ritorno in campo nella vittoria della settimana 8 contro i Tennessee Titans facendo registrare un tackle. Tornò come titolare nella settimana 12 contro i Bengals malgrado non fosse ancora al cento per cento, mettendo a segno tre tackle e giocando bene nella difesa sulle corse. Il 4 dicembre fu annunciato che Clowney sarebbe stato inserito in lista infortunati per tutto il resto dell'annata per operarsi al ginocchio destro. La sua stagione da rookie si concluse così solamente con 4 presenze e 7 tackle.

#### Stagione 2015
Dopo non essere sceso in campo nella pre-stagione, Clowney tornò in campo nel primo turno della stagione regolare 2015 contro i Kansas City Chiefs in cui mise a segno 4 tackle e forzò il suo primo fumble. Il primo sack in carriera lo fece registrare nella settimana 7 su Ryan Tannehill dei Miami Dolphins. Nel quattordicesimo turno contro i Patriots, sfruttò diversi raddoppi sul compagno J.J. Watt disputando la miglior prova stagionale, che concluse con 7 tackle e 2 sack su Tom Brady. In 13 partite disputate nella sua seconda stagione (9 come partente) terminò con 40 tackle, 4,5 sack e 6 passaggi deviati.

#### Stagione 2016
Nella settimana 14 della stagione 2016, Clowney mise a segno un sack su Andrew Luck di Indianapolis forzando il primo fumble stagionale. A fine stagione fu convocato per il primo Pro Bowl in carriera e inserito nel Second-team All-Pro dopo avere totalizzato 52 tackle e 6 sack in 14 partite, tutte come titolare. Nella prima gara di playoff in carriera tornò a imporsi all'attenzione del grande pubblico dopo gli infortuni delle due annate precedenti grazie al primo intercetto in carriera sul quarterback degli Oakland Raiders Connor Cook e diverse giocate decisive nella vittoria di Houston per 27-14.

#### Stagione 2017

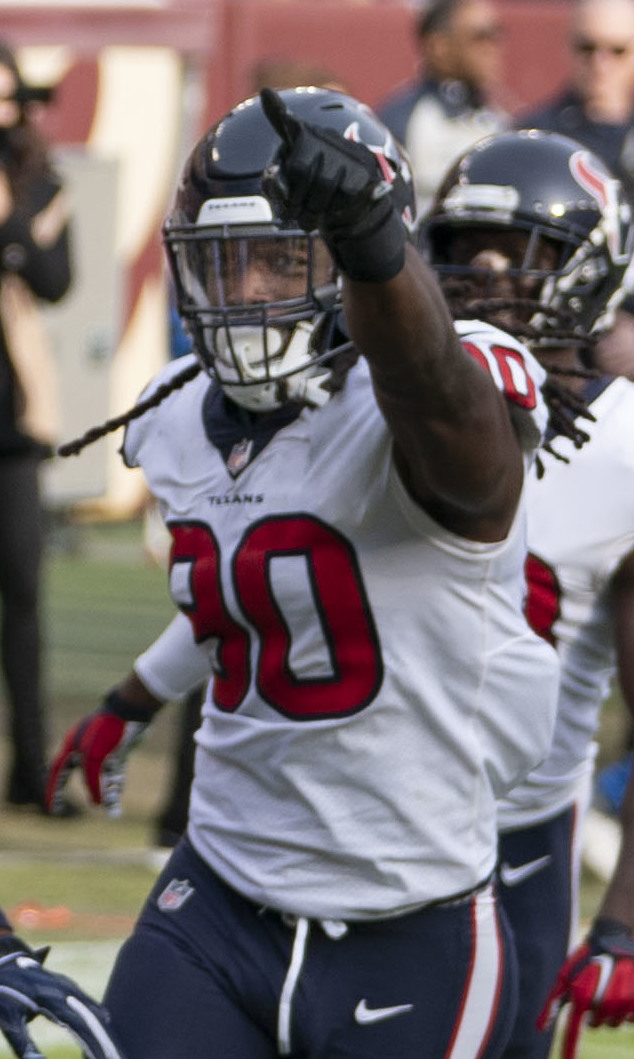
Clowney contro i Redskins nel 2018

Dopo la positiva stagione precedente, fu nel 2017 che Clowney si impose definitivamente come uno dei migliori difensori della lega, in una stagione per i Texans segnata dagli infortuni delle loro stelle. Nel terzo turno mise a segno 6 tackle, 2 sack e ritornò un fumble di Tom Brady per 23 yard in touchdown. Houston mise in difficoltà i New England Patriots campioni in carica ma fu sconfitta nei secondi finali. Altri due sack li mise a segno nella vittoria sugli Arizona Cardinals della settimana 11 giungendo a quota 8 in stagione, un nuovo primato personale.  A fine stagione fu convocato per il suo secondo Pro Bowl.

#### Stagione 2018

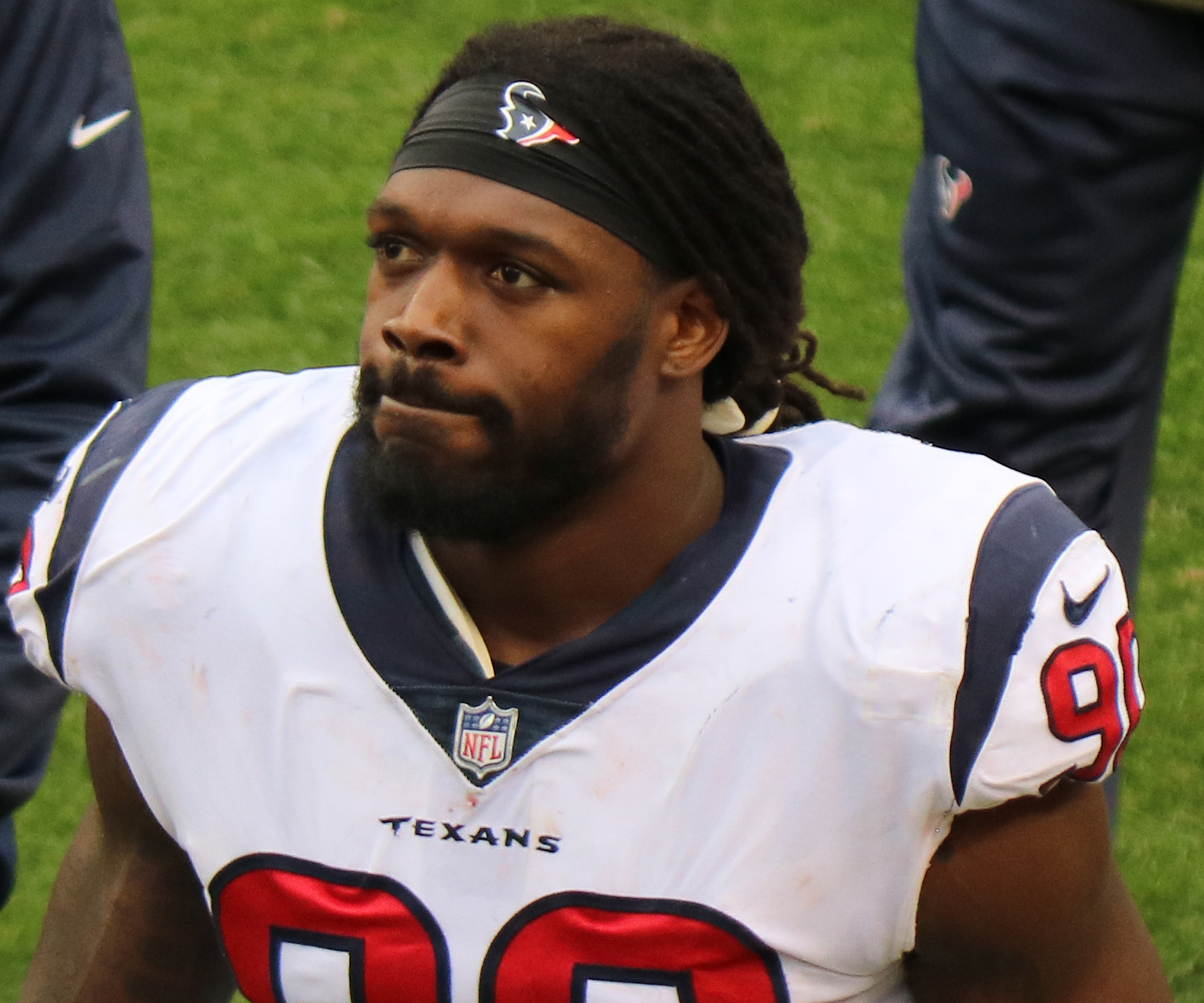
Clowney a Denver nel 2018

Nel quarto turno della stagione 2018, Clowney mise a segno 2 sack su Andrew Luck e recuperò un fumble nella end zone avversaria segnando un touchdown e contribuendo alla prima vittoria stagionale di Houston ai supplementari. Per questa prestazione fu premiato come miglior difensore della AFC della settimana. A fine stagione fu convocato per il suo terzo Pro Bowl consecutivo dopo avere totalizzato 9 sack e un fumble forzato.

### Seattle Seahawks
Il 31 agosto 2019, i Texans scambiarono Clowney con i Seattle Seahawks per il defensive end Jacob Martin, l'outside linebacker Barkevious Mingo e una scelta del terzo giro del Draft NFL 2020. Nella prima partita con la nuova maglia mise a segno un sack e un passaggio deviato nella vittoria interna sui Cincinnati Bengals. Nel quarto turno ritornò un intercetto (il suo primo nella stagione regolare) su Kyler Murray per 27 yard in touchdown. Nel Monday Night Football della settimana 10 contro gli imbattuti San Francisco 49ers, Clowney disputò la sua miglior prova stagionale terminando con 5 tackle, un sack, un fumble forzato e uno recuperato che ritornò in touchdown, pressando il quarterback Jimmy Garoppolo per tutta la partita, vinta dai Seahawks ai tempi supplementari. Per questa prestazione fu premiato come miglior difensore della NFC della settimana. Dopo la settimana di pausa, Clowney non poté essere in campo a causa di problemi all'anca, a un ginocchio e a un quadricipite. Tornò attivo nel Monday Night Football della settimana 13 forzando un fumble nella vittoria sui Minnesota Vikings. Nel primo turno di playoff mise a segno un sack su Josh McCown nella vittoria in casa dei Philadelphia Eagles.

### Tennessee Titans

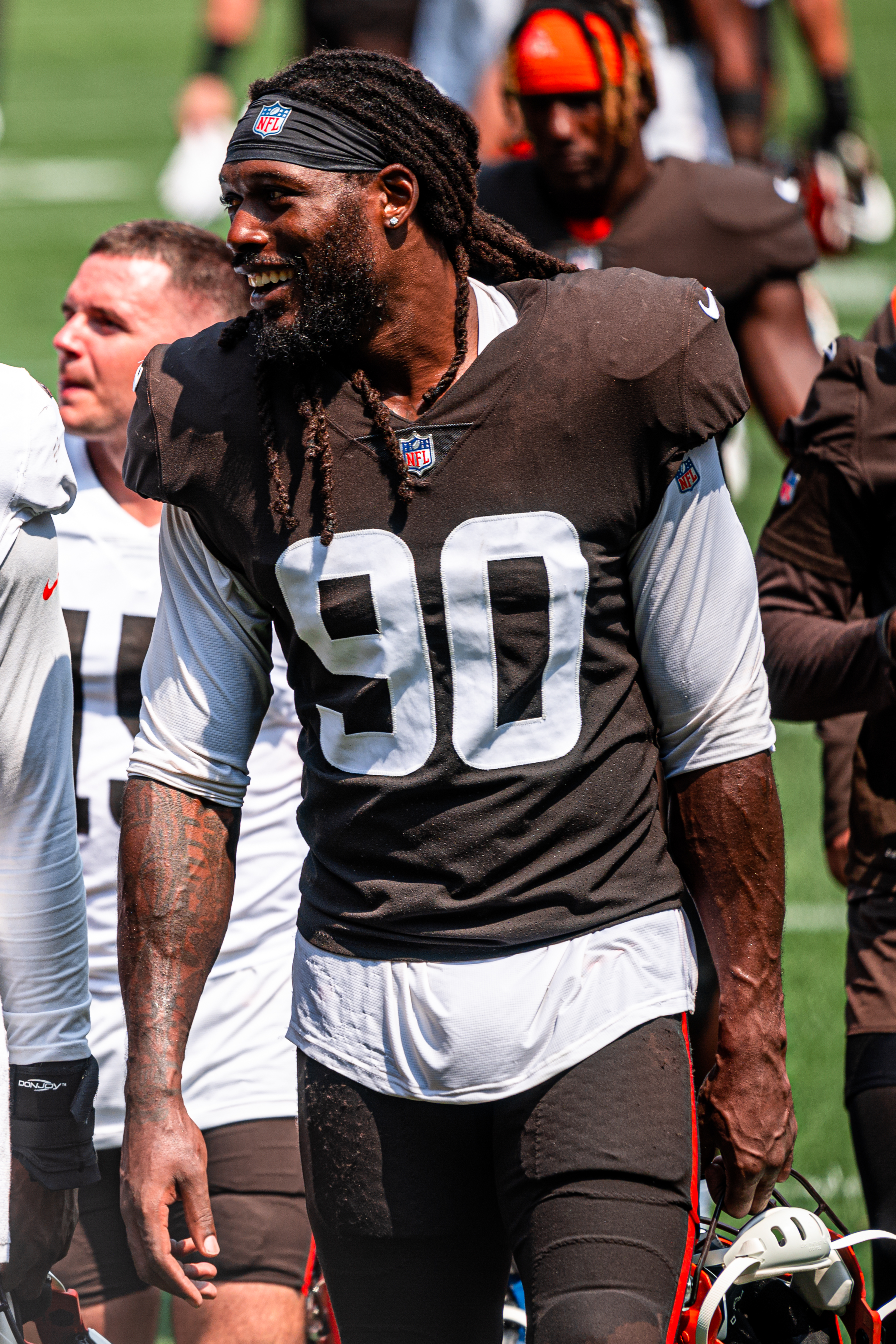
Clowney ne training camp 2021 con i Browns

Il 6 settembre, dopo mesi di speculazioni e trattative, Clowney firmò un contratto annuale del valore di 12 milioni di dollari con i Tennessee Titans. Il 2 dicembre si sottopose a un intervento chirurgico a un menisco, chiudendo la sua stagione.

### Cleveland Browns
Il 14 aprile 2021 Clowney firmò un contratto annuale da 10 milioni di dollari con i Cleveland Browns. Nella settimana 3 contro i Chicago Bears mise a referto 2 sack. La sua stagione si concluse con 9 sack.
Il 22 maggio 2022 Clowney firmó un nuovo contratto di un anno con i Browns del valore di 11 milioni di dollari.

### Baltimore Ravens
Il 18 luglio 2023 Clowney firmó un contratto di un anno con i Baltimore Ravens. Nella settimana 12 mise a segno un sack su Justin Herbert con cui forzò un fumble nella vittoria sui Los Angeles Chargers, superando quota 50 sack in carriera. Nell'ultimo turno guadagnò un bonus di 750.000 dollari per avere superato quota nove sack in stagione grazie a uno su Mason Rudolph di Pittsburgh con cui arrivò a 9,5, pareggiando il suo primato personale.

### Carolina Panthers
Il 27 marzo 2024 Clowney firmò un contratto biennale del valore di 20 milioni di dollari con i Carolina Panthers.

## Palmarès
- Convocazioni al Pro Bowl: 3

2016, 2017, 2018
- Second-team All-Pro: 1

2016
- Difensore della AFC della settimana: 1

4ª del 2018
- Difensore della NFC della settimana: 1

10ª del 2019
- Numero 7 ritirato dai South Carolina Gamecocks